# Шпек, Даниэль
Даниэль Шпек (нем. Daniel Speck; род. 19 октября 1969, Мюнхен) — немецкий писатель и сценарист, автор ряда бестселлеров.

## Биография
Родился в семье немки и врача из Туниса в Мюнхене в 1969 году. После окончания школы некоторое время работал, после чего поступил в сценарную мастерскую Мюнхенского института телевидения и кино, окончив которую поступил на исторический факультет Университета Людвига Максимилиана в Мюнхене. После окончания университета продолжил учёбу на факультете кинопроизводства в римском университете La Sapienza.
Первоначальную известность в Европе получил именно благодаря своим кинопроектам. Так, Шпек написал сценарии к фильмам «Моя безумная турецкая свадьба» (2006), «Мария, ему это не нравится!» (2009) и «Антонио, ему это не нравится!» (2016). В 2006 году Даниэль получил приз жюри и приз зрительских симпатий 3sat на фестивале телефильмов в Баден-Бадене. В 2007 году получил премию имени Гримме и премию Баварского телевидения за лучший сценарий.
Его первый роман, изначально вышедший под названием Bella Germania, стал самым успешным дебютным романом 2016 года в Германии и находился в списке бестселлеров Der Spiegel 85 недель. Второй роман Шпека, Piccola Sicilia, был опубликован в 2018 году и также стал бестселлером. Действие романа разворачивается в одноимённом многонациональном портовом районе Туниса. Сам Шпек говорит, что его вдохновила подлинная история о немецком солдате, спасшем жизнь итальянскому еврею во время североафриканской кампании. Третий роман Шпека 2021 года — «Улица Яффо» является продолжением предыдущего. Он рассказывает о немецкой, израильской и палестинской семьях в трёх поколениях.

## Произведения

### Фильмография
- 1991: «Жонглер» (Немецкая молодежная кинопремия 1992)
- 1996: «Брундибар — Детская опера из Терезиенштадта»
- 1996: «Что за проделки, любимая?»
- 1997: «Кофейный блюз»
- 2000: «В клубе миллионеров»
- 2006: «Моя безумная турецкая свадьба»
- 2006: «Ад Вердена»
- 2009: «Мария, это ему не нравится!»
- 2010: «Звезда корицы и полумесяц»
- 2011: «Рыбалка удит женщину»
- 2015: «Последнее танго» («Un tango más», документальный фильм)
- 2016: «Антонио, это ему не нравится!»
- 2018: «Bella Germania»